# Asm.js
asm.js — подмножество JavaScript. Скрипты, написанные на этом подмножестве, подлежат эффективной компиляции: типы данных переменных определяются статически с использованием вывода типов. Используется в основном в качестве промежуточного языка для компиляции с таких языков как C/C++ и используется в связке с такими инструментами, как Emscripten или Mandreel.
AOT-компиляция значительно ускоряет выполнение скриптов, написанных с использованием asm.js (в частности, такие скрипты не зависят от сборщика мусора).
Этот язык является «ответом» разработчиков Mozilla на технологию Google Native Client, в отличие от последней код asm.js является валидным javascript-кодом, выполняемым в любом браузере. Поддержка оптимизаций asm.js включена в Firefox 22. Google также проявил интерес к этой технологии. На конференции Google I/O 2013 было объявлено об улучшении поддержки asm.js в движке V8 и в браузере Google Chrome.